# Tcharychskoïe (raïon de la Tcharych)
Tcharychskoïe (en russe : Чарышское) est un village et centre administrayif du raïon de la Tcharych du kraï de l'Altaï, en Russie sibérienne.en Russie. Sa population s'élevait à 3 089 habitants au recensement de 2021.

## Géographie
Le village de Tcharychskoïe se situe dans le kraï de l'Altaï, un kraï de Sibérie méridionale, en Russie, qui fait partie du district fédéral sibérien. Le village est le centre administratif du raïon de la Tcharych, un raïon du sud du kraï dans les contreforts septentrionaux de l'Altaï.

## Histoire
D'après liste des lieux peuplés du kraï de Sibérie de 1928, le village a été fondé en 1765.

## Démographie
Recensements (*) et estimations de la population,,,:
| 1926* | 2002* | 2010* | 2021* | - |
| ----- | ----- | ----- | ----- | - |
| 1 728 | 3 444 | 3 217 | 3 089 | - |